# Luís Antônio
Luís Antônio est une municipalité brésilienne de l'État de São Paulo et la microrégion de Ribeirão Preto.